# Microrretícula metálica
La microrretícula metálica es un material metálico poroso sintético, que consiste en una espuma metálica ultraligera. Con una densidad de 0,9 kg/m³ (0,00561 libras/pie3), es uno de los materiales estructurales más ligeros conocidos por la ciencia. Fue desarrollado por un equipo de científicos de los Laboratorios HRL, en colaboración con investigadores de la Universidad de California en Irvine y Caltech, y se anunció por primera vez en noviembre de 2011. Las muestras del prototipo fueron hechas con tubos de una aleación de níquel y fósforo. En 2012, el prototipo de tubos fue declarado una de las 10 innovaciones que cambiaron el mundo por Popular Mechanics.

## Síntesis
Para producir los tubos de níquel-fósforo, el equipo HRL/UCI/Caltech preparó primero un polímero plantilla usando una técnica basada en auto-propagación de guía de ondas de la formación, aunque se observó que otros métodos pueden ser utilizados para fabricar la plantilla. 
El proceso es similar a la fotolitografía, ya que utiliza una máscara de dos dimensiones para definir la estructura de la plantilla de partida, pero difieren en la tasa de formación: dónde estereolitografía podría tomar horas para hacer una estructura completa, el proceso de guía de ondas de auto-formación permite a las plantillas ser formado en 10-100 segundos. De esta manera, el proceso permite a las grandes exentas materiales reticulares 3D a formarse de forma rápida y escalable. A continuación, la plantilla se recubre con una capa delgada de metal por chapado de níquel no electrolítico, y la plantilla es grabada, dejando una estructura periódica metálica porosa. El níquel se utiliza como el metal de los tubos en el informe original. Debido al proceso de electrodeposición, el 7 % del material consiste en átomos de fósforo disueltos, y no contiene precipitados. 

## Propiedades
Los tubos de níquel-fósforo metálico se componen de una red de interconexiones con huecos. En la muestra de tubos menos densa se informa que cada puntal es de unos 100 μm de diámetro, con una pared de 100 nm de espesor. La estructura completa es de aproximadamente 99,99 % de aire por volumen y por convención se excluye de la masa de aire cuando se calcula la densidad de los tubos de níquel-fósforo. Teniendo en cuenta la masa del aire intersticial, la densidad real de la estructura es aproximadamente 2,1 mg/cm³ (2,1 kg/m³), que está a sólo 1,76 veces la densidad del aire mismo a 25 °C. El material se describe como 100 veces más ligero que la espuma de poliestireno.
Los tubos de níquel-fósforo metálicos se caracterizan por densidades muy bajas, con el registro de 2011 de 0,9 mg/cm³ ser uno de los valores más bajos de cualquier sólido conocido. El récord anterior de 1,0 mg/cm³ se llevó a cabo por aerogeles de silicio y aerografito. Mecánicamente, esta estructura tiene un comportamiento similar a los elastómeros y recuperar casi por completo su forma después de significativa compresión. Esto les da una ventaja significativa sobre los aerogeles actuales, que son sustancias frágiles, como el cristal. Esta fusión de elastómero en tubos de níquel-fósforo metálicos además resulta que es eficiente en la absorción de energía durante los choques. Su Módulo de Young (E) exhibe diferente escala, con la densidad ρ, E~ρ 2 , en comparación a E~ρ 3 en aerogeles y espumas de nanotubos de carbono.

## Aplicaciones
En los tubos de níquel-fósforo metálicos se pueden encontrar aplicaciones potenciales como aislantes térmicos y de vibración, tales como amortiguadores, y también pueden resultar útiles como electrodos de baterías y soportes de catalizadores. Además, la capacidad de los tubos para volver a su estado original después de ser comprimido puede hacerlos adecuados para su uso en dispositivos de almacenamiento de energía.

## Materiales similares
Un material similar, pero más denso, que consiste en una capa de níquel nanocristalina electrodepositada sobre un polímero, fue creada por investigadores de la Universidad de Toronto en 2008. En 2012, investigadores alemanes crearon un espuma de carbono conocida como aerografito, con una densidad incluso más baja que la de los tubos de níquel-fósforo metálico. En 2013, los científicos chinos desarrollaron un aerogel a base de carbono que se afirma que es menos denso aún.

### Enlaces
- Neoteo
- Sciense AAAS

- Datos: Q2698490